# Výchova

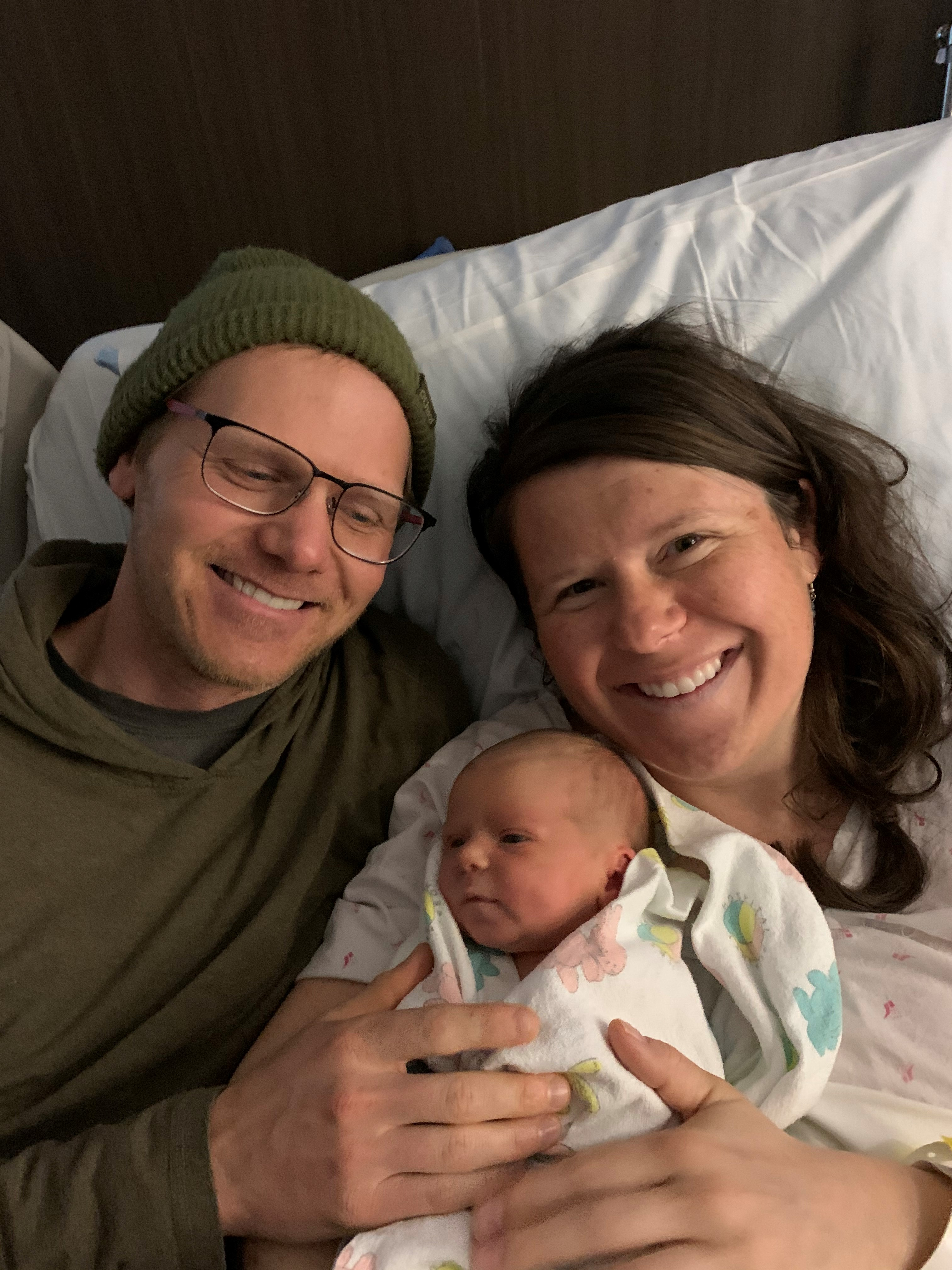
Otec, matka a dítě.

Výchova je cílevědomá, plánovitá a všestranná činnost směřující k přípravě člověka pro jeho společenské úkoly a osobní život. Výchova je celoživotní působení na procesy lidského učení a socializaci s cílem přeměny člověka po všech stránkách, tedy tělesné i duševní. Výchova je zprostředkování znalostí (vzdělání), dovedností a postojů (kompetencí), které jsou přítomny v dané společnosti a které se pokládaly a pokládají za důležité, předat dalším generacím. "Konečným cílem výchovy je vštípit dětem mýtus, jenž stmeluje identitu určité kultury nebo civilizace." Různé koncepce výchovy byly proto v průběhu historie lidstva ovlivněny sociokulturními podmínkami a odlišnými koncepcemi chápání člověka. Kulturní evoluce však výchovu nevyžaduje.

## Struktura výchovy
Na výchovu jako na celek můžeme pohlížet ze dvou úhlů:
- Ve smyslu činitelů výchovy: vychovávající (rodiče, učitel, trenér apod.), vychovávaný (syn, dcera, žák, student) a obsahu výchovy (to čemu se vyučuje a učí) – pokud jakýkoli činitel chybí nemůže výchova probíhat
- Ve smyslu výchovné činnosti: jde vždy o účelový vztah cílů a prostředků, přičemž zvolené cíle určují volbu prostředků

## Cíle
Výchovou se rozumí proces záměrného působení na osobnost s cílem dosáhnout pozitivních změn v jejím vývoji. Z moderního hlediska je výchova především procesem záměrného a cílevědomého vytváření a ovlivňování podmínek umožňujících optimální rozvoj každého jedince v souladu s individuálními dispozicemi a stimulujících jeho vlastní snahu stát se autentickou, vnitřně integrovanou a socializovanou osobností.

### Rozmanitost cílů výchovy
Cíle výchovy se vyznačují velkou rozmanitostí a to v jejich pojetí. Například podle Neilla je cílem výchovy učinit jedince šťastnější, více sebejisté, méně neurotické a méně předpojaté. Naopak Whitehead se domnívá, že cílem výchovy je získání kulturního vědění a expertního vědění v určitém specifickém směru. Na čemž se však všichni myslitelé shodnout je, že výchova a vzdělání jsou nástrojem ve zvyšování kulturní úrovně civilizace.

### Kategorie cílů
Cíle se také dají dělit do různých kategorií. A to cíle kognitivní, které zahrnují vnímání, chápání a myšlení. Cíle hodnotové, kde uplatňujeme normy, zákony a pravidla a v poslední řadě cíle operační, mezi které patří například zdravotní či sociální výchova.

### Úrovně cílů
Neméně důležitým faktorem jsou jednotlivé úrovně cílů. Ty mohou být všeobecné, středně obecné a specifické. Mezi všeobecné cíle patří například národní program rozvoje vzdělávání v České republice, tzv. Bílá kniha. Středně obecné cíle jsou stanoveny pro úroveň škol a vzdělávacích institucí. A poslední specifické cíle, mají za úkol vysvětlit žákům základní principy či hlavní události dané oblasti.

### Co určuje a ovlivňuje cíle výchovy
V prvé řadě je to samozřejmě škola, která by měla splňovat takové morální principy, kterým veřejnost příliš nevěří a měla by být ochráncem hodnot. Na dalších místech je rodina a rodinné zázemí.

## Styly výchovy
- Demokratická, harmonická výchova: Vyznačuje se prvky demokracie a pochopení. Ve vztahu mezi vychovatelem a vychovávaným existují jasně daná pravidla, která jsou přiměřeně kontrolována. Děti se učí komunikaci na správné intelektuální a sociální úrovni, přiměřené jejich věku a schopnostem. Je očekávaná diskuze mezi všemi subjekty výchovy o většině rozhodnutí.
- Autoritářská výchova: Vyznačuje se přísným dodržováním příkazů vychovatelů. Vychovatelé jsou nároční, kontrolují a prosazují svojí moc bez ohledu na názor dítěte. V tomto typu výchovy je silně akcentovaná komunikace směrem vychovatel → vychovávaný.
- Liberální výchova: Původně je spojena s velkými požadavky na dítě, ale ve výchově šlo již o vychování svobodného člověka (Jean-Jacques Rousseau). Moderní verze se vyznačuje benevolentností vychovatelů, kteří kladou malé požadavky na dítě. Vyznačuje se nízkým stavem kontroly a sociální zodpovědnosti. Snaží se vyvarovat traumat (Benjamin Spock) či o líný přístup rodičů (Tom Hodgkinson).[5]
- Zanedbávající výchova: Nedbalost rodičů o děti. Rodiče se starají o svoje aktivity a ne o to, jak se jejich dítě učí, s kým se stýká, co dělá ve svém volném čase apod.
- Nadměrně ochranná výchova: Takzvaná „opičí láska“. Představuje nadměrnou starostlivost rodiče o dítě. Dělají všechno „jen pro jeho dobro“. Přání dítěte je jim často rozkazem.
- Disharmonická výchova: Vyznačuje se rozporuplností. Případ když rodičovské reakce jsou mařené momentálními popudy a náladami. Neexistují jednotná a jasná výchovná pravidla.

## Jiné definice
Výchova (paideia) – podle Aristotela je rozumové vzdělávání a mravní výchova. Podle Platóna se výchova zakládá na porodnickém umění, které pomáhá na svět ideám, které už dřímou v duši dítěte (přesto je zde již naznačena metafora tabula rasa). Ve starověkém Řecku byla výchova spojena i s homosexualitou.
V novověku se výchova všeobecně chápala jako zprostředkované vědomosti (případné zkušenosti). Podle Johna Locka je výchova pěstování charakteru a mravní ušlechtilosti opírající se o rozvíjející se poznání a rozum.
Výchova podle H. E. Reada je napomáhání vývoje všeho individuálního v každé lidské bytosti a současně dát individualitu do společenské skupiny, ke které individuum náleží. V tomto procese má základní důležitost estetická výchova. Základem výchovy má být umění.
Výchova podle Wolfganga Brezinku je soubor aktivit, kterými si lidi pomocí psychických a nebo socio-kulturních prostředku v jistém směru snaží natrvalo zlepšit psychické dispozice druhých lidí a nebo zachovat těch, které považujeme za hodnotné.
Podle antipedagogiky je výchova přetváření dítěte dospělými, jeho účinné ovlivňování, tvoření s cílem ovládnout ho. Výchova nese manipulativní črty a stopy manipulativního teroru, přičemž dítě zbavuje svého Já, deegoziuje ho. Dá se charakterizovat také následovně: záměrná, cílevědomá soustava činností.

## Druhy výchovy
- citová výchova
- estetická výchova
- informační výchova
- komunistická výchova
- mravní výchova
- náboženská výchova
- občanská výchova
- pracovní výchova
- prudérní výchova
- rodičovská výchova
- rozumová výchova
- sexuální výchova
- technická výchova
- tělesná výchova
- výchova k volbě povolání
- výtvarná výchova
- zdravotní výchova